# Malvern Preparatory School
Malvern Preparatory School ("Scuola Preparatoria di Malvern"), generalmente chiamato "Malvern Prep", è un liceo indipendente e cattolico per maschi situato a Malvern, Pennsylvania. Fu cominciata ed è ancora governata dai preti agostiniani. Malvern Prep è membro della lega sportiva "Inter-Academic League" che include anche le scuole Episcopal Academy, Germantown Academy, Penn Charter, Haverford School, e Chestnut Hill Academy, tutti, come Malvern Prep, nei pressi di Filadelfia (Pennsylvania).

## Storia
Malvern Prep fu fondata come un liceo sul campus dell'Università di Villanova nel 1842 alla tenuta Belle-Aire, comprata dagli agostiniani nel gennaio di 1842. Il liceo fu nominato "Accademia di San Nicola da Tolentino" nel 1901. L'edificio originale, costruito nel 1848, è ora chiamato Alumni Hall ("Edificio dei Diplomati") ed è situato direttamente dietro la cappella dell'Università di Villanova.
Nel 1922, a causa dell'espansione del programma universitario di Villanova e delle distinzioni crescenti fra gli studenti del liceo e dell'università, fu deciso rimuovere il liceo dal campus di Villanova. La famiglia Rosengarten di Malvern, Pennsylvania vendé una parte di 579,000 metri quadrati della sua vecchia tenuta fra Viale Warren e Via Paoli agli agostiniani, e il liceo diventò Malvern Preparatory School. La proprietà includeva il sito del Massacro Paoli, un campo di guerra della Guerra d'indipendenza americana. Nel 2000, il governo federale degli Stati Uniti comprò il campo. Solo due degli edifici originali erano convenienti per classi e sono ancora preservati; questi sono la casa colonica originale (Edificio Austin) e un altro edificio (Edificio Alber's, il convento di frati). Tre edifici nuovi furono costruiti nel 1924 per bisogno di più spazio. La prima classe diplomata di Malvern Prep, di cui quasi tutti studenti pensionanti, graduò nel 1927.
Malvern Prep raggiunse 200 studenti nel 1953 e sperimentò un'altra fase di costruzione, erigendo sei nuovi edifici nei successivi otto anni. Tra i successivi vent'anni, il numero di studenti pensionanti sul campus diminuì, eventualmente a zero; adesso la scuola è interamente una scuola diurna. Attualmente, Malvern Prep sta sperimentando ancora un'altra fase di costruzione, la caratteristica più importante di cui è un edificio grande (il nome proposto di cui è "Rev. David Duffy Center"), che rimpiazzerà l'auditorio attuale (Edificio Vasey) e le attrezzature di arti nell'Edificio Tolentine. La scuola ha eretto una nuova palestra ("O'Neill Sports Center"), caffetteria (Edificio Stewart, effettivamente un edificio che era ancora in esistenza (Edificio Villanova) e recentemente rinnovato e rinominato), e campi sportivi negli ultimi anni.

## Programma accademico
Il programma accademico di Malvern offre 15 corsi di "Advanced Placement" e richiede un'armonia estesa di corsi. 25.5 crediti (un "credito" corrisponde a un anno intero di una classe) sono richiesti per graduarsi, con 4 crediti richiesti in inglese, 3.5 in teologia, 3 in matematica, 2 in scienze, 2 in studi sociali, 2 in lingue straniere (spagnolo oppure francese), uno in arte, uno in educazione fisica, .5 in informatica, e .5 in salute. La maggioranza degli studenti prende più corsi che quelli richiesti, specialmente in Matematica e Scienze, prendendo sei o sette corsi ogni semestre.

## Sport
Malvern, un membro della lega sportiva "Inter-Ac", partecipa in sedici sport di prima squadra: atletica al coperto, atletica leggera, baseball, calcio, canottaggio, corsa campestre, football americano, golf, hockey su ghiaccio, lacrosse, lotta, nuoto, pallacanestro, pallanuoto, squash, e tennis.